# Cerylon klapperichi
Cerylon klapperichi là một loài bọ cánh cứng trong họ Cerylonidae. Loài này được Schweiger miêu tả khoa học năm 1952.